# Порушення рівноваги
Порушення рівноваги — це порушення, через яке людина відчуває нестійкість, наприклад, коли стоїть або йде. Воно може супроводжуватися відчуттям затьмарення, запаморочення або хибним відчуттям руху, обертанням, коли «крутиться голова» або «все пливе». Рівновага є результатом спільної роботи кількох систем організму: зорової системи (очі), вестибулярної системи (вуха) і пропріоцепції (відчуття положення частин тіла в просторі). Дегенерація або втрата функції будь-якої з цих систем може призвести до порушення рівноваги.

## Ознаки та симптоми
При вестибулярних розладах можуть виникати когнітивні дисфункції (дезорієнтація). Когнітивний дефіцит має не лише просторову природу, але й включає непросторові функції, такі як пам'ять про розпізнавання об'єктів. Як було показано, порушення рівноваги негативно впливає на процеси уваги, а коли потрібна підвищена концентрація, можуть навіть погіршити коливання постави, пов'язані з вестибулярними розладами. Нещодавні дослідження МРТ також показують, що люди з двостороннім вестибулярним пошкодженням (пошкодженням обох внутрішніх вух) зазнають атрофії гіпокампу, що корелює зі ступенем їхнього порушення завдань просторової пам'яті.

## Причини
Проблеми з рівновагою можуть виникнути, коли є порушення будь-якої з дотичних систем: вестибулярної, зорової або пропріоцептивної. Порушення функції рівноваги можуть вказувати на широкий спектр патологій, викликаних такими причинами, як захворювання внутрішнього вуха, низький кров'яний тиск, пухлини мозку та травми головного мозку, включаючи інсульт.

### Стан запаморочення
Пресинкопальний стан — це відчуття запаморочення або відчуття, що передує непритомності. Навпаки, синкопе — це фактична непритомність. Дефіцит системи кровообігу, наприклад низький артеріальний тиск, може сприяти відчуттю запаморочення, коли людина раптово встає.

### Пов'язання з вухом
Причини запаморочення, пов'язані з вухом, часто характеризуються запамороченням (обертанням) і нудотою. Ністагм (перескакування погляду очей, пов'язане з вестибулоокулярним рефлексом [VOR]) часто спостерігається у пацієнтів із гострою периферичною причиною запаморочення.
- Доброякісне пароксизмальне позиційне запаморочення (BPPV) — найпоширеніша причина запаморочення. Його зазвичай описують як короткочасне, інтенсивне відчуття обертання, яке виникає, коли є зміни в положенні голови відносно сили тяжіння. Людина може відчувати BPPV, коли перевертається наліво або направо, коли встає з ліжка вранці або коли шукає предмет на високій полиці.[5] Причиною BPPV є наявність нормальних, але неправильно розташованих кристалів кальцію, які називаються отоконіями, які зазвичай знаходяться в маточці (утрикулі) та мішечку (отолітових органах) і служать індикаторами відчуття руху. Якщо вони випадають із маточки й безконтрольно переміщаються в напівкруглих каналах, вони можуть спотворити відчуття руху та спричинити невідповідність між фактичним рухом голови та інформацією, що надсилається в мозок внутрішнім вухом, викликаючи відчуття обертання[5].

## Діагностика
Складність встановлення правильного вестибулярного діагнозу відображається в тому факті, що в деяких популяціях більше однієї третини пацієнтів із захворюванням вестибулярного апарату звертаються до кількох лікарів — у деяких випадках до більш ніж п'ятнадцятьох.

## Лікування
Існують різні варіанти лікування розладів рівноваги. Один із варіантів включає лікування захворювання чи розладу, які можуть спричиняти виникнення проблеми з рівновагою, як-от інфекція вуха, інсульт, розсіяний склероз, травма спинного мозку, хвороба Паркінсона, нервово-м'язові захворювання, набута травма головного мозку, мозочкова дисфункція та/або атаксія або деякі пухлини, такі як акустична неврома. Індивідуальне лікування буде різним і базуватиметься на результатах оцінки, включаючи симптоми, історію хвороби, загальний стан здоров'я та результати медичних тестів. Крім того, тай-чі може бути економічно ефективним методом запобігання падінням літніх людей.

### Вестибулярна реабілітація
Багато типів розладів рівноваги вимагають тренувань рівноваги, призначених ерготерапевтом або фізіотерапевтом. Фізіотерапевти часто застосовують стандартизовані показники результатів як частину своєї оцінки, щоб отримати корисну інформацію та дані про поточний стан пацієнта. Деякі стандартизовані оцінки рівноваги або вимірювання результатів включають, але не обмежуються тестом функціонального охоплення, клінічним тестом сенсорної інтеграції в рівновагу (CTSIB), Шкалою балансу Берґа та/або Timed Up and Go. Зібрані дані та інформація можуть додатково допомогти фізіотерапевтам розробити програму втручання, специфічну до потреб особи. Програми втручання можуть включати навчальні заходи, які можна використовувати для покращення статичного та динамічного постурального контролю, вирівнювання тіла, розподілу ваги, ходи, запобігання падінню та сенсорної функції.

### Двостороння втрата вестибулярного апарату
Порушення рівноваги, що виникає внаслідок двосторонньої втрати вестибулярної функції — як, наприклад, може виникнути через ототоксичні препарати, такі як гентаміцин — також можна лікувати за допомогою вправ для відновлення рівноваги (вестибулярна реабілітація), хоча покращення навряд чи призведе до повного відновлення функції.

## Дослідження
Вчені з Національного інституту глухоти та інших розладів спілкування США (NIDCD) працюють над тим, щоб зрозуміти різні порушення рівноваги та складну взаємодію між лабіринтом, іншими органами, що сприймають рівновагу, і мозком. Вчені NIDCD вивчають рух очей, щоб зрозуміти зміни, які відбуваються під час старіння, хвороб і травм, а також збирають дані про рух очей і поставу для покращення діагностики та лікування розладів рівноваги. Вони також вивчають ефективність певних вправ як варіанти лікування. Нещодавні дослідження, опубліковані в JAMA Otolaryngology-Head & Neck Surgery, показало, що проблеми з рівновагою є індикатором смертності, потенційно через змінений метаболізм вестибулярної системи.